# (453) Тея
(453) Тея (фр. Tea) — небольшой астероид главного пояса, который принадлежит к светлому спектральному классу S и входит в состав семейства Флоры. Он был открыт 22 февраля 1900 года французским астрономом Огюстом Шарлуа в обсерватории Ниццы. Происхождение названия неизвестно.

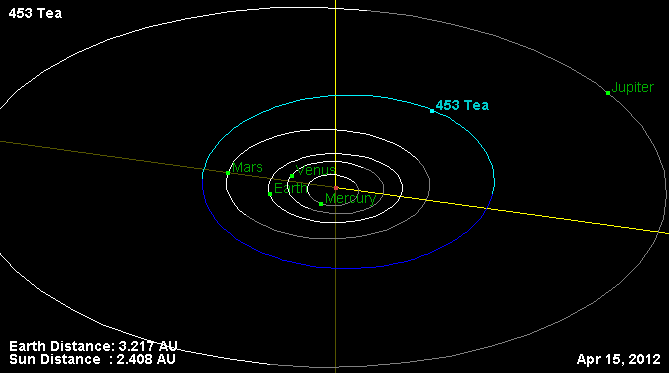
Орбита астероида Тея и его положение в Солнечной системе